# ユゴイ科
ユゴイ科（学名：Kuhliidae）は、スズキ目に所属する魚類の分類群（科）の一つ。ユゴイ属 Kuhlia のみ1属で構成され、ユゴイ・ギンユゴイなど13種が含まれる。

## 分布・生態
ユゴイ科の魚類はインド太平洋地域を分布の中心とする。多くの種は沿岸付近の浅い海から汽水域にかけて生息するが、河川に進出するものも多い。オオクチユゴイ1種のみ、淡水での生活が中心と考えられている。
日本近海からはユゴイ・ギンユゴイ・オオクチユゴイ・トゲナガユゴイの4種が報告されている。ギンユゴイは本科魚類として最も広範な分布を示し、アフリカ大陸沿岸から東部太平洋にまで及ぶ。
日中は流れの強い領域で群れを形成し、夜間に単独行動をして浮遊性の甲殻類を捕食する。稚魚はタイドプールでしばしば観察される。

## 形態
左右にやや平べったく側扁した体型をもち、最大種では全長45cmに達する。体色は銀色を基調とし、尾鰭に存在する黒色の縞模様や斑紋が種の同定に利用される。
背鰭と臀鰭の基底部が、よく発達した鞘状の鱗に覆われることが最大の特徴である。背鰭は10本の棘条と9-13本の軟条で構成され、棘条部に大きな切れ込みをもつ。臀鰭は3棘9-13軟条。鰓蓋骨に2本のトゲがあり、椎骨は25個。

## 分類
ユゴイ科にはNelson（2016）の体系において、1属13種が認められている。かつて本科に含まれていた Nannatherina 属・Nannoperca 属・Edelia 属の3属は、ペルキクティス科 Percichthyidae に移されている。
- ユゴイ属 Kuhlia

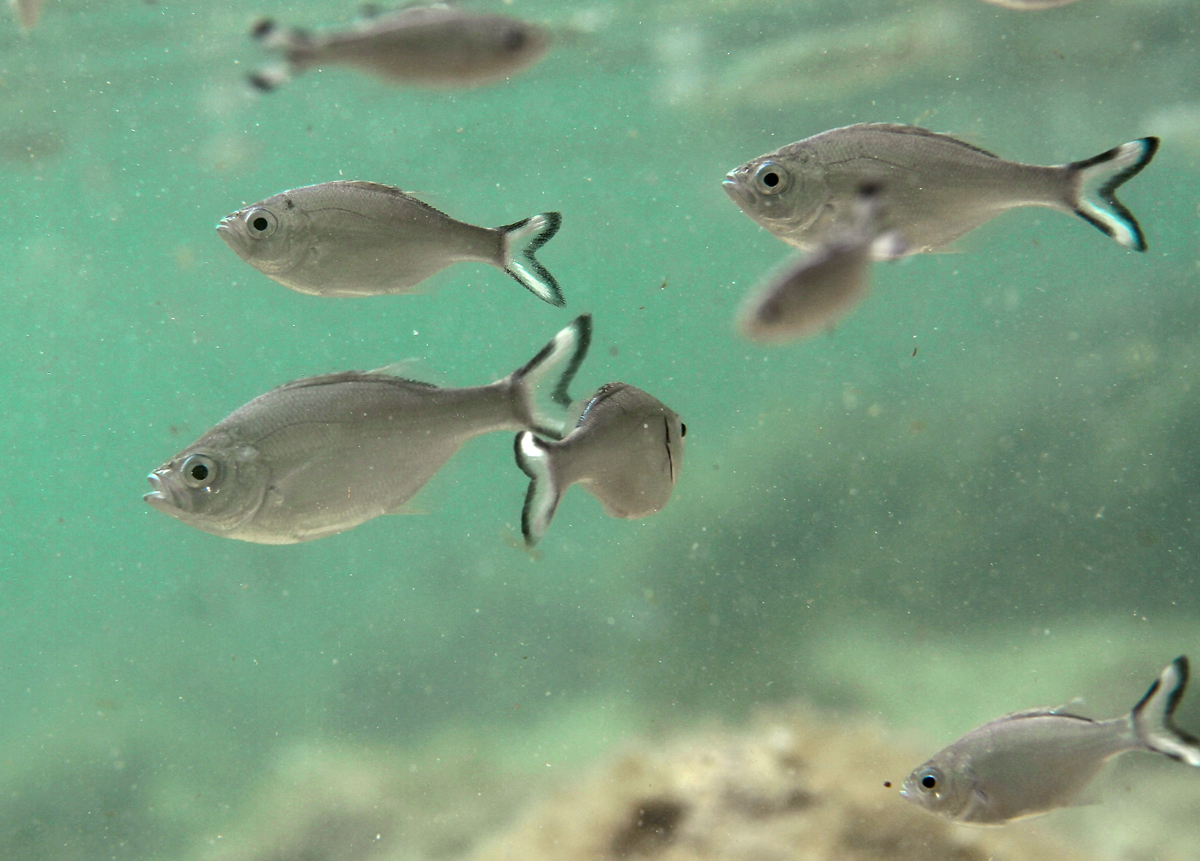
ユゴイ属の1種（Kuhlia caudavittata）。銀色の体色と、種ごとに異なる尾鰭の模様が本科魚類の特徴である

  - オオクチユゴイ Kuhlia rupestris
  - ギンユゴイ Kuhlia mugil
  - トゲナガユゴイ Kuhlia munda[6]
  - ユゴイ Kuhlia marginata
  - Kuhlia boninensis
  - Kuhlia caudavittata
  - Kuhlia malo
  - Kuhlia nutabunda
  - Kuhlia petiti
  - Kuhlia salelea
  - Kuhlia sandvicensis
  - Kuhlia sauvagii
  - Kuhlia xenura